# Emilija
Emilija je žensko osebno ime.

## Izvor imena
Ime Emilija je ženska oblika moškega osebnega imena Emilij oziroma Emil.

## Različice imena
Emila, Emili, Emilia, Emilie, Emiljana, Emilja, Emilijana, Mila, Milena, Milka 

## Pogostost imena
Po podatkih Statističnega urada Republike Slovenije je bilo na dan 31. decembra 2007 v Sloveniji število ženskih oseb z imenom Emilija: 1.924. Med vsemi ženskimi imeni pa je ime Emilija po pogostosti uporabe uvrščeno na 133. mesto.

## Osebni praznik
V koledarju je ime Emilija zapiano: 17. junija (Emilija de Vialar, redovnica, francoska ustanoviteljica jožefink, † 17. jun. 1856) in 19. septembra (Emilija de Rodat, francoska redovnica, † 19. sep. 1852).